# Township Rollers
Township Rollers – botswański klub piłkarski z siedzibą w Gaborone, występujący w Premier League.

## Sukcesy
- I liga[1]:
  - mistrzostwo (16): 1979, 1980, 1982, 1983, 1984, 1985, 1987, 1995, 2004/2005, 2009/2010, 2010/2011, 2013/2014, 2015/2016, 2016/2017, 2017/2018, 2018/2019

- Puchar Botswany[2]:
  - zwycięstwo (6):  1979, 1993, 1994, 1996, 2005, 2010
  - finał (2): 2013, 2019

## Stadion
Domowe mecze klub rozgrywa na stadionie o nazwie Botswana National Stadium w Gaborone, który może pomieścić 22500 widzów.